# Barbara Adolph
Barbara Adolph, o Barbara Adolph-Bober (Schneidemühl in Pommern, 8 giugno 1931), è un'attrice e doppiatrice tedesca.
Esordì come attrice cinematografica in un piccolo ruolo nel film della Germania Est Unser täglich Brot. In seguito, le furono affidati ruoli di contorno, di comprimaria e anche di protagonista. Lavorò spesso per la televisione.

## Filmografia

### Cinema
- Unser täglich Brot, regia di Slatan Dudow (1949)
- Familie Benthin, regia di Slatan Dudow, Richard Groschopp e Kurt Maetzig (1950)
- KLK an PTX - Die Rote Kapelle, regia di Horst E. Brandt (1971)
- Der Tod aus dem Computer, regia di Dieter Finnern (1985)
- Piuma, il piccolo orsetto polare (Der kleine Eisbär), regia di Piet De Rycker e Thilo Rothkirch (2001) - voce

### Televisione
- Wenn die Rosen tanzen, regia di Peter Hagen – film TV (1963)
- Kalte Heimat, regia di Werner Schaefer e Peter F. Steinbach – film TV (1979)

## Doppiaggio
- Joanna Miles in Dredd - La legge sono io
- Maggie Smith in Harry Potter e il principe mezzosangue, Tata Matilda e il grande botto, Harry Potter e i Doni della Morte - Parte 2, Marigold Hotel, Ritorno al Marigold Hotel, Downton Abbey
- Rosemary Harris in Spider-Man 2, Spider-Man 3